# Mohafazat Béqaa
Mohafazat Béqaa (arabiska: محافظة البقاع) är ett guvernement i Libanon. Det ligger i den centrala delen av landet, 40 kilometer sydost om huvudstaden Beirut. Arean är 4 429 kvadratkilometer.
Terrängen i Mohafazat Béqaa är huvudsakligen bergig, men åt sydost är den kuperad.
Mohafazat Béqaa delas in i:
- Caza de Zahleh
- Caza de Rachaïya
- Caza de la Beqâa-Ouest

Följande samhällen finns i Mohafazat Béqaa:
- Zahle
- Rayak
- El Qaraaoun
- Machghara
- Kâmed el Lôz
- Chtaura

Trakten runt Mohafazat Béqaa består till största delen av jordbruksmark. Runt Mohafazat Béqaa är det ganska tätbefolkat, med 139 invånare per kvadratkilometer.